# سایوز تی‌ام-۲۳
سایوز-تی‌ام-۲۳ (به روسی: Союз )(به معنای اتحاد) یکی از مأموریت‌های شاتل-میر و بیست‌وسومین مأموریت سرنشین دار سازمان ملی فضانوردی روسیه به سمت ایستگاه فضایی میر محسوب می شود. در طول این ماموریت ۲ فضاپیمای پشتیبانی پروگرس٬ ۱ مأموریت بازدید از خدمه تحت عنوان اس‌تی‌اس-۷۶ و همچنین هفتمین و آخرین قطعه ایستگاه فضایی میر موسوم به پریرودا به ایستگاه متصل شد.

## خدمه مأموریت
| شماره | نام             | ملیت  | تعداد پرواز | نقش عملیاتی | تصویر |
| ۱     | یوری اونوفرینکو | روسیه | ۱           | فرمانده     |       |
| ۲     | یوری اوساچوف    | روسیه | ۲           | مهندس پرواز |       |